# Кейси, Диллон
Ди́ллон Фре́нсис Ке́йси (англ. Dillon Francis Casey, род. 29 октября 1983, Лас-Вегас, Невада) — канадско-американский актёр. Наиболее известен по роли Тревора Лемонда в телесериале «M.V.P.».

## Биография
Кейси родился в Лас-Вегасе, штат Невада, но вырос в Оквилле, Онтарио. Его отец Ричард уролог, а его мать Патрис является консультантом по смене имиджа. После окончания школы Трафальгарской средней школы в Оаквилле, Кейси поступил в университет Макгилл в Монреале, чтобы заниматься наукой. Он переехал в Торонто чтобы "просто вернуться к своим корням", где он скоро получил роль Тревора Лемонда в шоу CBC под названием «M.V.P.». Шоу привлекло внимание к актеру поместив его фото в нижнем белье на гигантский рекламный щит на Таймс-сквер.
Кейси переехал в Лос-Анджелес, штат Калифорния, где он получил черный пояс. В июле 2011 года, Кейси появился в третьем эпизоде под названием «Глубокая ночь» четвертого сезона сериала «Торчвуд» называющийся «День Чуда».

## Фильмография
| Год  | Название на русском          | Название на английском | Роль                       | Примечания                                                 |
| ---- | ---------------------------- | ---------------------- | -------------------------- | ---------------------------------------------------------- |
| 2001 |                              | System Crash           | Груви Гэри / Томми Дженсен | Эпизод #4.1                                                |
| 2005 |                              | Code Breakers          | Сентри                     | В титрах не упомянут                                       |
| 2006 | Миссия ясновидения           | 1-800-Missing          | Стив Биггс                 | "The Drive In"                                             |
| 2006 |                              | 11 Cameras             | Чак                        | Главная роль                                               |
| 2007 | Монстры-воины                | Monster Warriors       | Джок Спронджоу             | Эпизод #3.15                                               |
| 2007 | Лучшие годы                  | The Best Years         | Брэндон Циммерман          | 4 эпизода                                                  |
| 2007 | Чересчур молоды для женитьбы | Too Young to Marry     | Макс Дойл                  | ТВ фильм                                                   |
| 2007 |                              | Killing Zelda Sparks   | Билл                       |                                                            |
| 2008 | Виктор                       | Victor                 | Гленн Кроссли              | ТВ фильм                                                   |
| 2008 | M.V.P.                       | M.V.P.                 | Тревор Лемонд              | Главная роль                                               |
| 2008 |                              | House Party            | Шон Голдштейн              | Главная роль                                               |
| 2008 | Хранилище 13                 | Warehouse 13           | Коди                       | ТВ сериал                                                  |
| 2008 | Настоящий Арон Стоун         | Aaron Stone            | Дэкс                       | ТВ сериал                                                  |
| 2009 | Быть Эрикой                  | Being Erica            | Райан                      | 5 эпизодов                                                 |
| 2009 | Няня с сюрпризом             | My Nanny's Secret      | Картер                     | ТВ фильм                                                   |
| 2009 | Сумерки в Вальмонте          | Valemont               | Себастьян                  | Мини-сериал MTV                                            |
| 2009 | Дневники вампира             | The Vampire Diaries    | Ной                        | 3 эпизода                                                  |
| 2011 | Торчвуд                      | Torchwood              | Брэд                       | Эпизод #4.3                                                |
| 2011 | Никита                       | Nikita                 | Шон Пирс                   | Периодически, добавлен в постоянный состав в эпизоде #2.08 |
| 2012 | Клятва                       | The Vow                | Алекс                      |                                                            |
| 2015 | Агенты Щ.И.Т.                | Agents of S.H.E.I.L.D  | Уилл Дэниелс, Улей         | 2 эпизода                                                  |